# Samuel Nathan Alexander

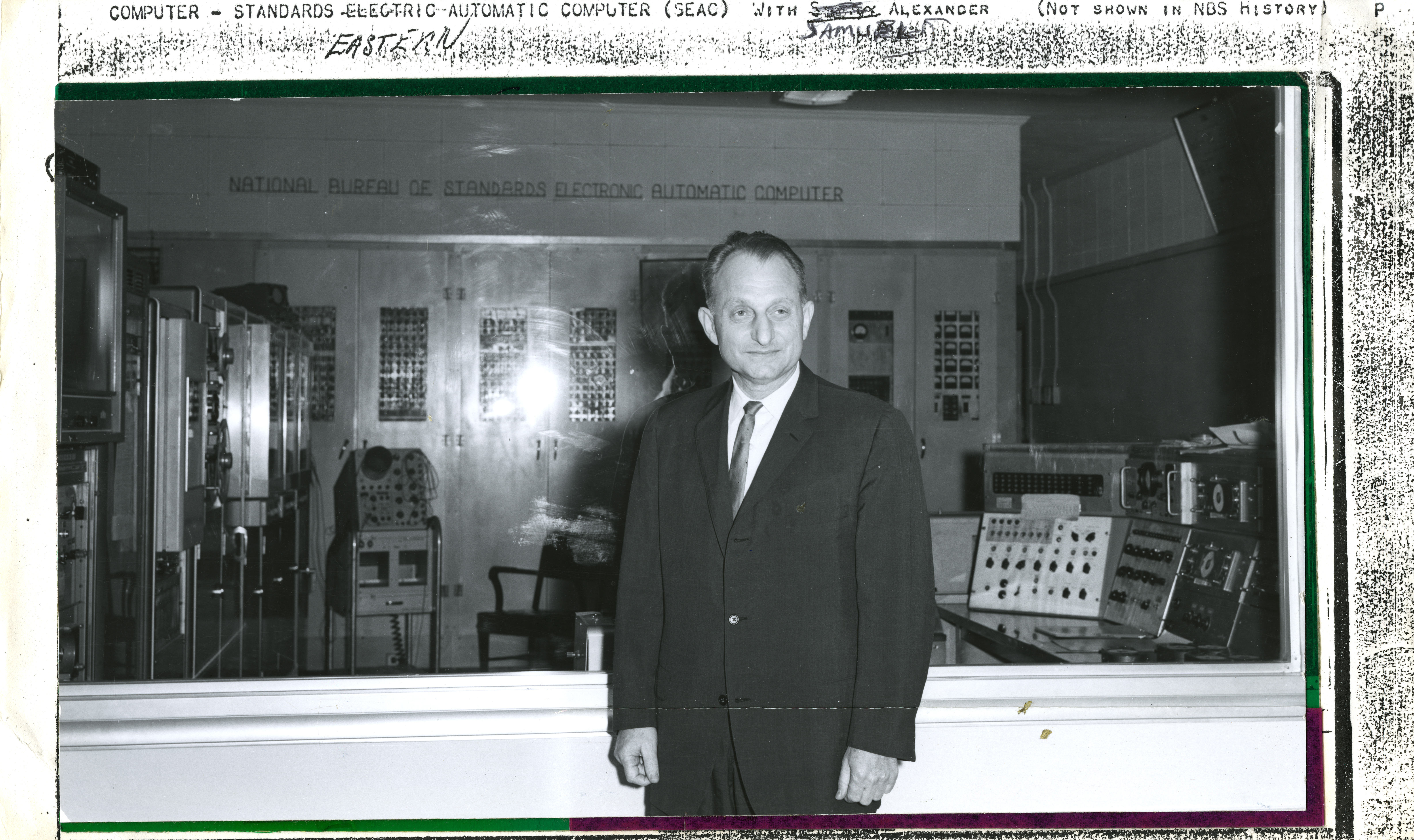
Samuel N. Alexander com o SEAC.

Samuel Nathan Alexander (Wharton, Texas, 22 de fevereiro de 1910 – Chevy Chase, Maryland, 9 de dezembro de 1967) foi um pioneiro dos computadores estadunidense. Desenvolveu o SEAC, um dos primeiros computadores.

## Carreira
Alexander estudou na Universidade de Oklahoma, obtendo um bacharelado em 1931, com um mestrado em 1933 no Instituto de Tecnologia de Massachusetts. Em seguida foi engenheiro no laboratório da Simplex, Wire and Cable Company, trabalhou com o desenvolvimento de instrumentos eletrônicos para a Marinha dos Estados Unidos e foi engenheiro projetista sênior na Bendix Aviation Corporation. Em 1946 foi para o National Institute of Standards and Technology, onde tornou-se chefe do Laboratório de Computação Eletrônica até 1954, quando tornou-se chefe do Departamento de Processamento de Dados. De 1964 até morrer em 1967 foi chefe do Departamento de Tecnologia da Informação.

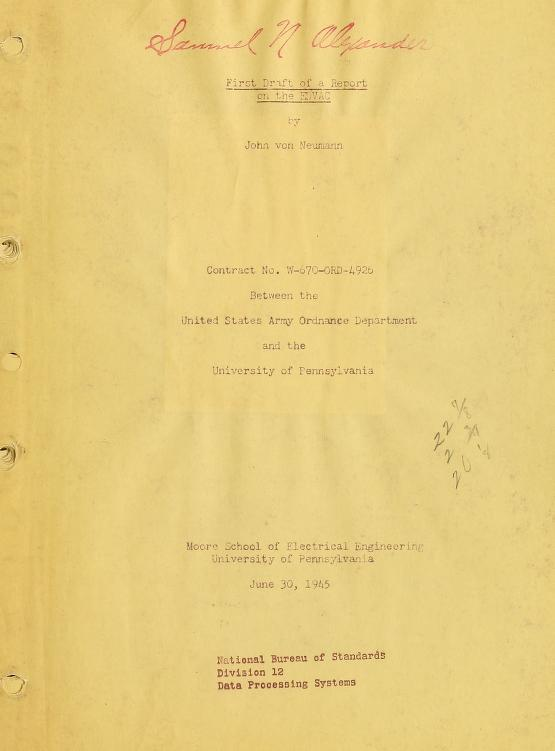
Capa de um exemplar do First Draft of a Report on the EDVAC pertencente a Alexander, com sua assinatura.

No National Bureau of Standards em Washington desenvolveu o computador SEAC (Standards Eastern Automatic Computer). O computador foi denominado inicialmente National Bureau of Standards (NBS) Interim Computer. Foi um dos diversos computadores construídos naquela época, seguindo as linhas do projeto de John von Neumann, em universidades, laboratórios e organizações governamentais, mas que foram apenas intencionados como solução interina até que a indústria pudesse prover melhores computadores. Neste caso estava sendo esperado um computador da UNIVAC (Alexander também estava envolvido em seu projeto), cuja entrega estava atrasada. O arquiteto chefe de Alexander foi Ralph J. Slutz (1917-2005), que trabalhou anteriormente com John von Neumann na construção de um computador no Instituto de Estudos Avançados de Princeton.
O SEAC foi o primeiro computador eletrônico completamente funcional com memória de programação interna (programa armazenado) nos Estados Unidos e também o primeiro computador com lógica de semicondutores (primeiro 10.500 e depois 16.000 diodos de germânio), em adição a 747 e depois 1600 tubos de vácuo. O computador operou durante 14 anos e foi originalmente planejado para propósito de treinamento em agências governamentais, mas alguns dos primitivos assemblers e compiladores foram elaborados para ele. Foi o mais rápido computador completamente funcional por cerca de um ano até o UNIVAC I ser lançado em 1951. Também serviu como modelo para outros computadores governamentais, por exemplo com a Agência de Segurança Nacional.
Alexander também iniciou o protótipo DYSEAC no National Bureau of Standards, um sucessor do SEAC, que foi construído para a US Signal Corps. Foi entregue em 1954 e podia ser transportado em um caminhão.
Alexander foi um conselheiro do Governo dos Estados Unidos e em 1956 conselheiro da Suécia e da Índia em 1957.
Recebeu o Prêmio Memorial Harry H. Goode de 1967 e o Prêmio Pioneiro da Computação de 1981 da IEEE Computer Society. Foi membro da Washington Academy of Sciences.